# Dietrich Hrabak
Dietrich « Dieter » Hrabak, né le 19 décembre 1914 et mort le 15 septembre 1995, est un pilote de chasse allemand et un as de l'aviation durant la Seconde Guerre mondiale.
Il sert dans la Luftwaffe entre 1935 et 1945 puis la Bundeswehr de 1955 à 1970.